# Кучюк-Янишар
Кучюк-Янишар (крим. Küçük Yanışar, також Кучюк-Єнишар) — гірський хребет південно-східного Криму, біля селища Коктебель.

## Назва
Кримськотатарською «малий яничар», малий у порівнянні із сусіднім хребтом Буюк-Янишар. У 1475 році біля підніжжя хребта в Тихій бухті висадився османський десант, яничари, султанська гвардія, також брали участь у висадці.

## Опис
На вершині знаходиться могила Максиміліана Волошина.
З вершини відкривається винятковий за красою краєвид на Армутлукську долину, Тиху бухту, міс Топрак-Кая.
Найвища точка 192 м.